# La Caraque blonde
Pour plus de détails, voir Fiche technique et Distribution.
La Caraque blonde  est un film français réalisé par Jacqueline Audry, sorti en 1953.
Il s'agit du premier film produit par Paul Ricard dans ses studios.

## Synopsis
En Camargue, une famille de gardians s'oppose à celle de cultivateurs de riz.

## Fiche technique
- Titre original : La Caraque blonde
- Autre titre : Myra la caraque
- Réalisation : Jacqueline Audry, assisté de Daniel Audry et Serge Tybo
- Scénario : Paul Ricard
- Dialogue : Pierre Laroche
- Décors : Raymond Tournon
- Costumes : Mireille Leydet
- Photographie : Marcel Weiss
- Son : Maurice Carrouet et Georges Vaglio
- Montage : Marguerite Beaugé et Yvonne Martin
- Musique : Francis Lopez
- Production : Paul Ricard
- Société de production :  Protis Films (Marseille)
- Directeur de production : Jean Velter
- Société de distribution : Les Films Fernand Rivers (Paris)
- Pays d'origine :  France
- Format :   1,37:1 - 35 mm - Son mono
- Genre : Film dramatique
- Durée : 103 minutes
- Dates de sortie :
  - France : 20 septembre 1953

## Distribution
- Tilda Thamar : Myra Milagros
- Roger Pigaut : Antoine
- Gérard Landry : Pedro
- Orane Demazis : Alida Roux
- Roland Armontel : Polyte Roux
- Antonin Berval : Léon Barcarin
- Didier d'Yd : Jean Roux
- René Hiéronimus : L'huissier
- Henri Poupon : Le père Barcarin
- Jacques Josselin : Un individu louche
- Henri Arius
- François Vibert
- France Degand : Ginou Barcarin
- Max Boumendil : Esprit